# Célula de Anichkov

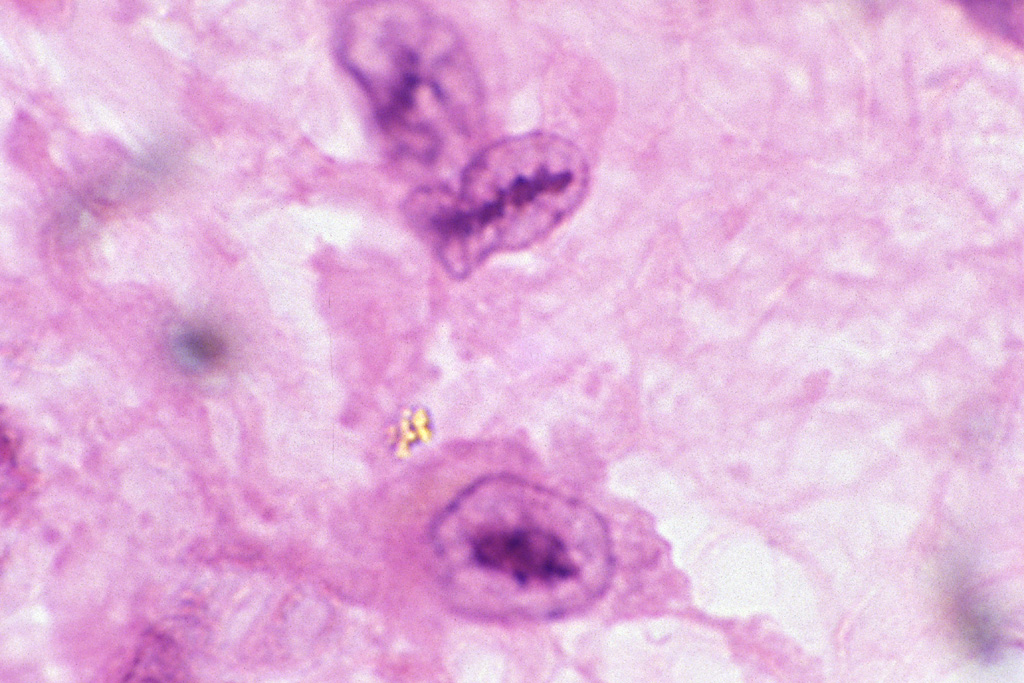
Coloração H&E mostrando células de Anitschkow em uma amostra de cardiopatia reumática.

Em patologia, as células de Anitschkow (ou Anichkov) são um tipo de célula associado a doença cardíaca reumática. As células Anitschkow são macrófagos aumentados, encontrados dentro de granulomas (corpos de Aschoff) associados à doença.
As células também são chamadas de células-lagarta, pois têm um núcleo ovóide e cromatina que se condensam em direção ao centro do núcleo, com um padrão ondulado em forma de bastão que para alguns se assemelha a uma lagarta. As células Anitschkow maiores podem coalescer para formar células gigantes multinucleadas de Aschoff. As células Anitschkow foram nomeadas em homenagem ao patologista russo Nikolay Anichkov . 
Células epiteliais escamosas com alterações nucleares semelhantes às células de Anitschkow também já foram observadas em amostras de pacientes com estomatite aftosa recorrente, anemia por deficiência de ferro, além de crianças recebendo quimioterapia, mas também, em alguns casos,  em indivíduos saudáveis. 